# Livet-et-Gavet
Livet-et-Gavet ist eine französische Gemeinde im Département Isère in der Region Auvergne-Rhône-Alpes. Die Gemeinde, die zum Arrondissement Grenoble und zum Kanton Oisans-Romanche gehört, hat 1.258 (Stand: 1. Januar 2022) Einwohner, die Livetons, Gavetons oder Riouperuchons genannt.
Die Gemeinde besteht aus den drei Bergdörfern Livet, Rioupéroux und Gavet.

## Geographie
Livet-et-Gavet liegt etwa 35 Kilometer ostsüdöstlich von Grenoble am Romanche. In der Gemeinde liegen die beiden Gebirgsseen Lac du Poursollet und Lac Fourchu. Umgeben wird Livet-et-Gavet von den Nachbargemeinden Revel im Norden, Allemond im Nordosten, Le Bourg-d’Oisans und Oulles im Osten, Ornon im Südosten, Plan und La Morte im Süden, Saint-Barthélemy-de-Séchilienne und Séchilienne im Südwesten sowie Chamrousse im Westen.

## Bevölkerungsentwicklung
Durch die Gemeinde führt die frühere Route nationale 91 (heutige D1091).
| Jahr                       | 1962 | 1968 | 1975 | 1982 | 1990 | 1999 | 2006 | 2013 |
| -------------------------- | ---- | ---- | ---- | ---- | ---- | ---- | ---- | ---- |
| Einwohner                  | 2735 | 2322 | 2123 | 1853 | 1447 | 1365 | 1347 | 1234 |
| Quellen: Cassini und INSEE |      |      |      |      |      |      |      |      |

## Sehenswürdigkeiten
- Kirche Saint-Antoine
- Wasserkraftwerk (sog. Centrale des Vernes), Monument historique
- Pavillon Keller, 1912 erbaut für den Industriellen Charles Albert Keller, der Büroanbau auf Stelzen wurde 1930 errichtet, von dem aus Keller jede seiner Produktionsstätten beobachten konnte (das Gebäude war Drehort mehrerer Filme, wie bei Die purpurnen Flüsse und Ein MordsTeam ermittelt wieder)

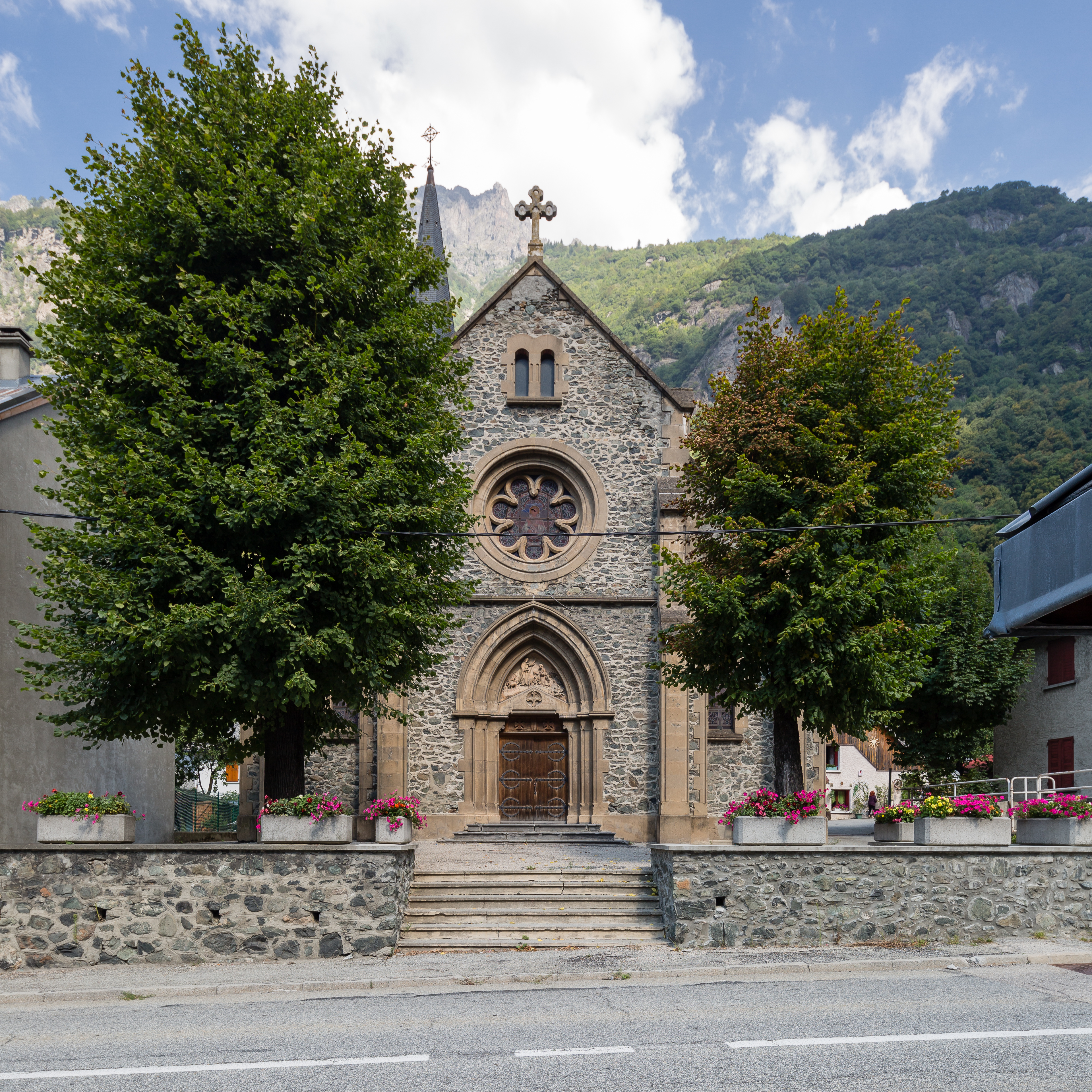
Kirche Saint-Antoine
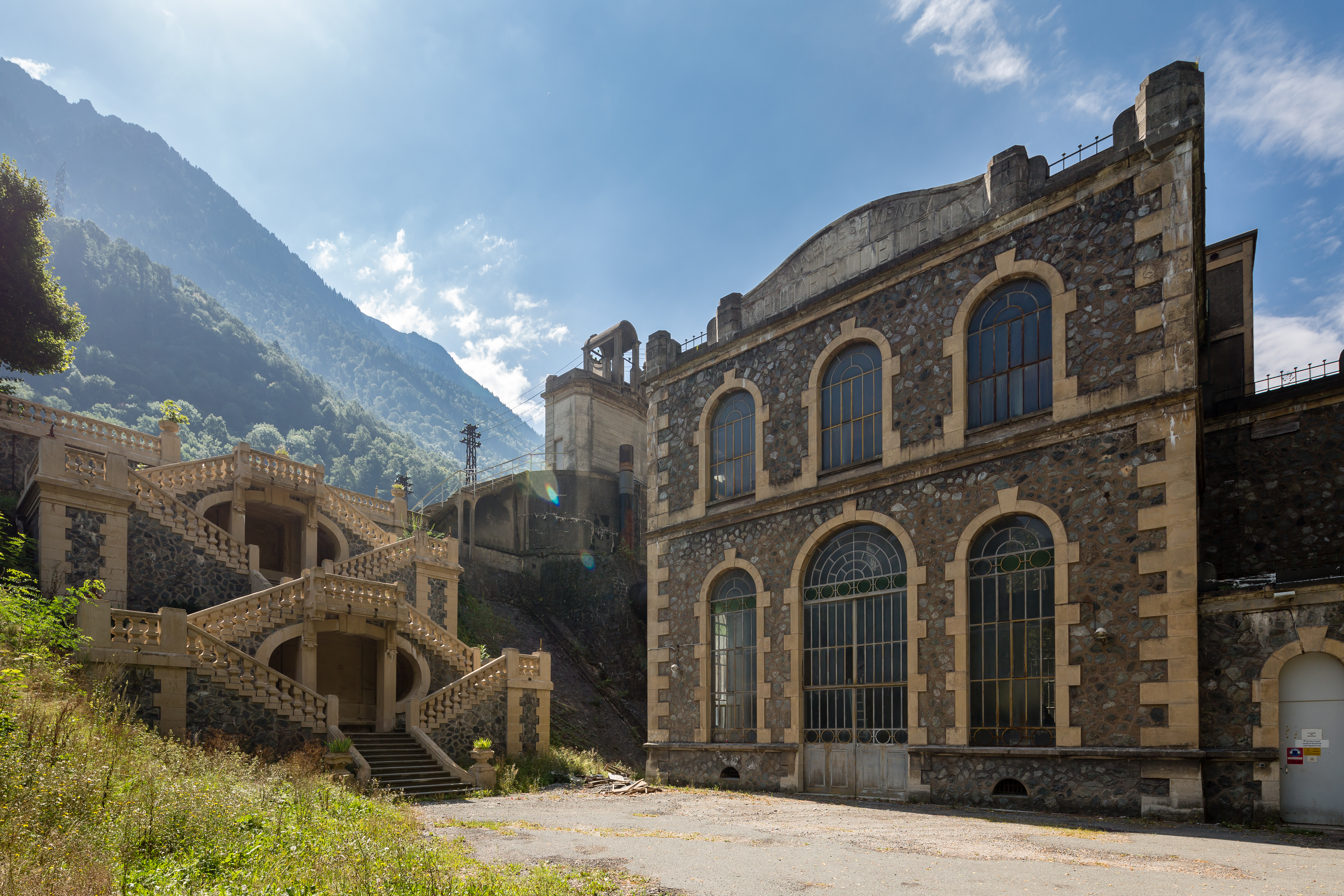
Wasserkraftwerk
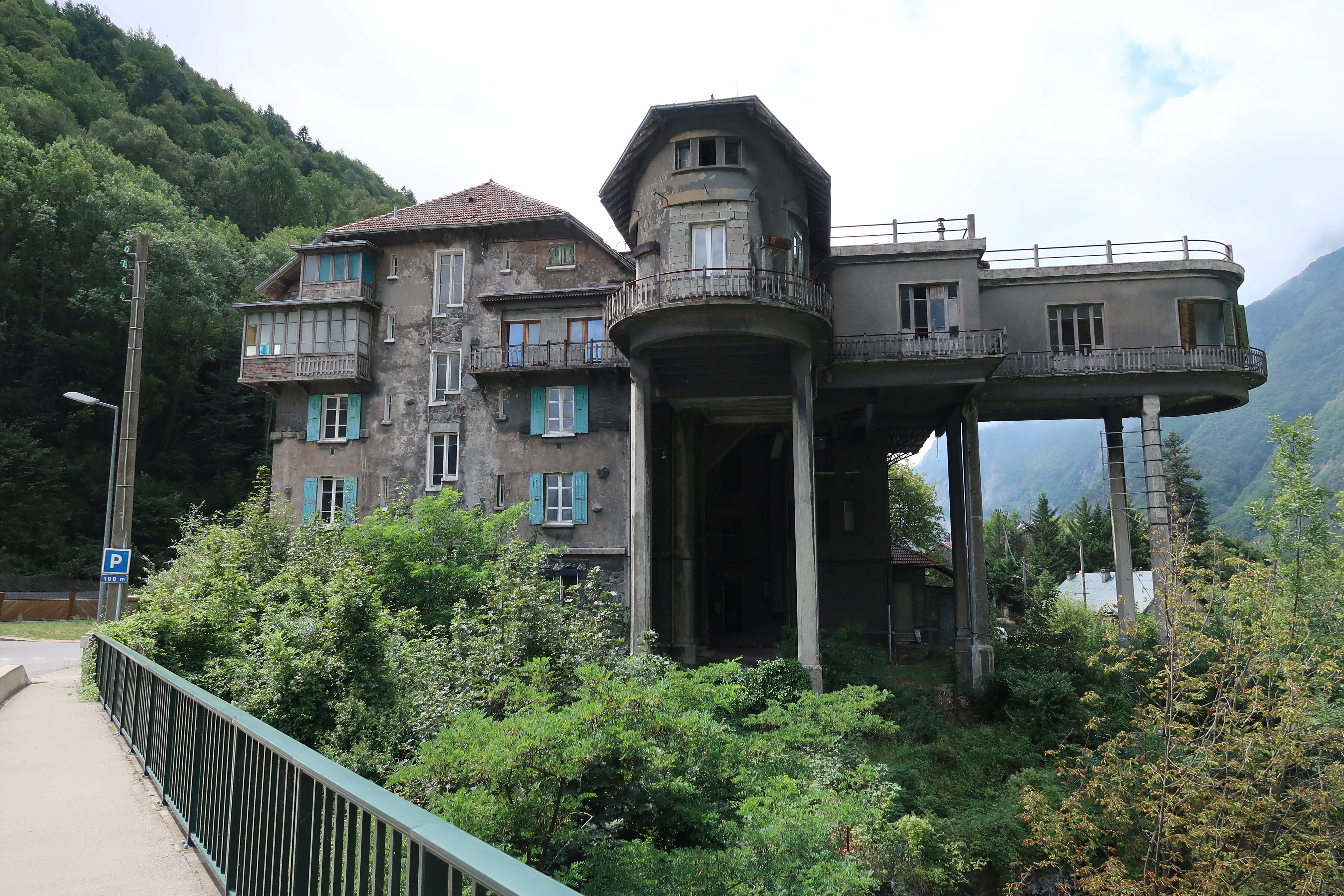
Pavillon Keller.